# هارولد غرينوالد
هارولد غرينوالد (بالإنجليزية: Harold Greenwald)‏ هو كاتب أمريكي، ولد في 28 يوليو 1910، وتوفي في 26 مارس 1999.